# Erika Hilton
Pour les articles homonymes, voir Hilton.
Erika Santos Silva, également connue sous le nom Erika Hilton (née à Franco da Rocha, le 9 décembre 1992), est une personnalité politique brésilienne travestie affiliée au Parti Socialisme et Liberté (PSOL) militant principalement pour le droits des minorités, et particulièrement des populations noires et LGBT.
En 2018, grâce à une candidature collective menée par la journaliste Mônica Seixas, elle est élue co-députée au sein de l'Assemblée législative de São Paulo, consacrant son entrée en politique.
En 2020 et en 2022, elle est la première femme trans de l'histoire du Brésil élue d'abord en tant que conseillère municipale de la ville de São Paulo, puis en tant que députée fédérale.
Elle est, entre 2019 et 2022, l'un des principaux visages de l'opposition au gouvernement de Jair Bolsonaro.

## Biographie

### Famille et études
Erika Hilton naît à Franco da Rocha, une ville située dans la région métropolitaine de São Paulo. Elle déménage à ses quatorze ans à Itu près de la métropole de Sorocaba, où elle grandit auprès de sa mère, ses tantes et ses grands-parents.
Durant son adolescence, elle est victime de l'intolérance d'une partie de sa famille, protestante évangélique, vis-à-vis de son identité de genre : on la force à fréquenter une église où elle subit des thérapies de conversion. À ses quinze ans, elle est expulsée du foyer, devient sans-abri et pratique la prostitution pour survivre. Sept ans plus tard, sa mère finit par se réconcilier avec elle et l'encourage à étudier. Erika affirme aujourd'hui avoir une excellente relation avec elle.
Elle commence des études de gérontologie à l'Université Fédérale de São Carlos (UFSCAR) toujours dans l'Etat de São Paulo, puis bifurque vers la pédagogie. C'est au cours de sa licence qu'elle prend part aux mouvements étudiants et se politise, notamment lorsqu'on lui refuse l'usage du prénom Erika sur sa carte étudiante de transport.
Parue dans les médias locaux, cette affaire attire l'attention du Parti Socialisme et Liberté, qui l'invite en 2016 à poser sa candidature en tant que conseillère municipale de la ville d'Itu. Elle ne parvient pas à se faire élire.

## Carrière politique

### Députée à l'Assemblée législative de São Paulo
En 2018, Erika rejoint la candidature collective de Mônica Seixas aux élections régionales. Avec neuf autres militantes toutes issues des mouvements sociaux, Erika est élue co-députée à l'Assemblée législative de São Paulo ,,,. Son entrée en politique entraîne des menaces de mort à caractère raciste et transphobe envers sa personne.

### Conseillère municipale de la ville de São Paulo
En 2020, elle est élue conseillère municipale de la ville de São Paulo avec plus de 50 000 voix. Elle devient alors la première femme trans à occuper un siège au sein du conseil municipal de la ville, et est aussi la conseillère municipale qui a obtenu le plus de suffages dans tout le Brésil.